# Clarence Barlow

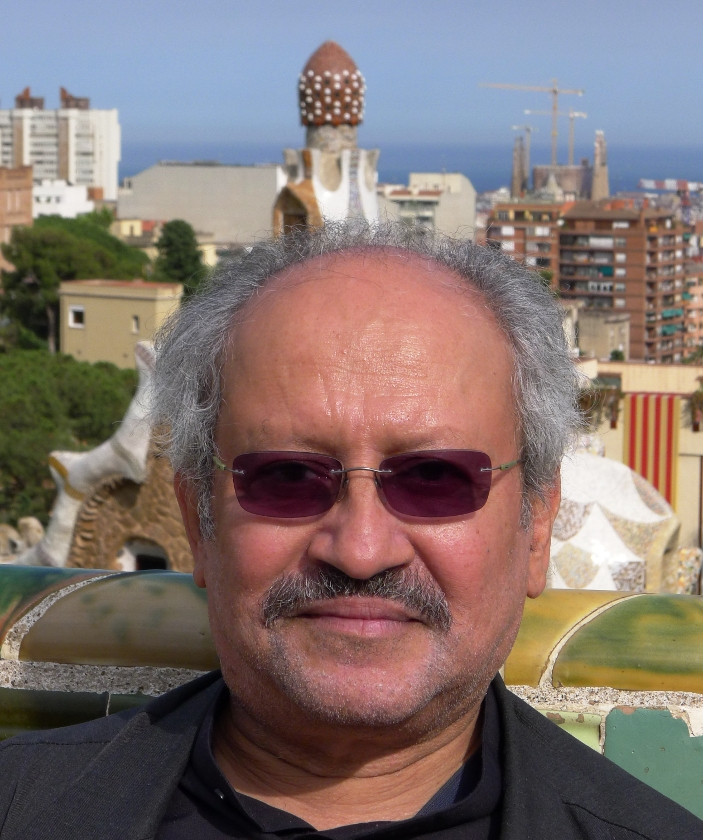
Clarence Barlow (2013)

Clarence Albertson Barlow (auch Klarenz Barlow; * 27. Dezember 1945 in Kalkutta; † 29. Juni 2023 in Barcelona) war ein internationaler Komponist.

## Leben
Von englischer und portugiesischer Abstammung, gehörte er in Indien zur englischsprachigen Minderheit. Seine ersten Kompositionen schrieb er mit 11 Jahren und schloss ein naturwissenschaftliches Studium in Kalkutta mit einem Diplom am Trinity College in London ab.
Danach studierte er klassische indische Musik und beschäftigte sich gleichzeitig mit mittelalterlicher und zeitgenössischer europäischer Musik. Ab 1968 studierte er an der Hochschule für Musik Köln Komposition und elektronische Musik, unter anderem bei Bernd Alois Zimmermann und Karlheinz Stockhausen.
1971 begann er, Computer für seine Kompositionen einzusetzen. Er war einer der bekanntesten Vertreter der Computermusik und Protagonist der algorithmischen Komposition.
Ab 1968 lebte er in Köln, unterbrochen von Jahren in Indien (1973–1975), dann von 2006 bis 2019 in Santa Barbara, Kalifornien, anschließend in Spanien.
Er starb im Juni 2023 in Barcelona im Alter von 77 Jahren.

## Lehrtätigkeiten
- Calcutta School of Music 1966–1968
- Darmstädter Ferienkurse für Neue Musik 1982–1994
- Professor für Komposition und Sonologie am Königlichen Konservatorium in Den Haag 1994–2006
- Corwin Professor an der University of California in Santa Barbara 2006–2019[3]
- Gastprofessor an der Escola Superior de Música de Catalunya (ESMUC) in Barcelona 2018–2020[6]

## Künstlerische Leitung
- Initiator und langjähriger Leiter der Initiative für Musik und Informatik (GIMIK) Köln (ab 1986)
- International Computer Music Conference (ICMC) Köln 1988
- Institut für Sonologie am Königlichen Konservatorium Den Haag 1990–1994

## Auszeichnungen
- Kranichsteiner Musikpreis, Darmstadt 1980
- Bernd-Alois-Zimmermann-Stipendium der Stadt Köln 1981

## Werke
- Textmusik für Klavier (1971)
- …until… für Melodieinstrument (1972)
- Sinophonie II (Elektronische Komposition, 1972)
- Verhältnisse für Melodieinstrumente (1974)
- Çoğluotobüsişletmesi für Klavier (1975–79)
- CCU (Hörstück, 1979–80)
- Im Januar am Nil für Ensemble (1981–84)
- Variazioni e un piano meccanico für Pianist und selbstspielendes Klavier (1986)
- Fruitti d'Amore für Violoncello und Computer (1988)
- Orchideæ Ordinariæ or the Twelfth Root of Truth für großes Orchester (1989)
- Talkmasters Choice (Computer-Installation, 1992)
- Farting Quietly in Church – Vortrag über „Haiku“ für Bariton selbstspielendes Klavier und Computer (1994)
- Klavierkonzert Nr.2 «Aux fins des quelques siècles» für Klavier, Quadrophonie und Orchester (1961–63/75/97-98)
- Zero Crossing (Hörstück, 2000–01)
- Le loup en pierre (2003) Stück für zwei Orgeln, eine in mitteltöniger Stimmung, eine in wohltemperierter Stimmung. Die Komposition entstand im Auftrag der Universität Leiden, und wurde für die beiden Orgel der  Pieterskerk[7] in Leiden komponiert. (Uraufführung: Pieterskerk Leiden, 2003)